# Giuseppe Beccadelli di Bologna
Giuseppe Beccadelli di Bologna e Gravina, prince de Camporeale, duc d'Adragna, marquis d'Altavilla et de la Sambuca, comte de Vernia e Pietra Alba, baron de Venetico et seigneur d'Arienzo, né à Palerme, le 2 juillet 1726, mort à Palerme, le 7 septembre 1813, est un diplomate et homme politique italien. Il est secrétaire d’État du Roi de Naples et de Sicile entre 1776 et 1786.

## Biographie
Nommé en 1776, à la suite du réformateur Tanucci, il est le seul Sicilien à être nommé secrétaire du Roi de Naples et de Sicile au XVIIIe siècle. 
Moins progressiste que Tanucci, il poursuit la vente des terres des Jésuites au seul profit des plus riches, achetant lui-même de vastes domaines et bénéficiant d'une licencia populandi du roi pour fonder Camporeale, Roccamena ou encore San Giuseppe Jato. Il refuse de transformer l'Académie royale des études de Palerme en Université et de rouvrir l'université de Messine.
Sous sa charge, Domenico Caraccioli est nommé vice-roi de Sicile et l'Inquisition est supprimée sur l'île le 27 mars 1782.
Il est remplacé par Caraccioli en 1786.